# Perseverança (álbum)
Perseverança é o primeiro álbum de estúdio do cantor e compositor Xande de Pilares, lançado pela Universal Music em 28 de outubro de 2014. O álbum possui 14 faixas, conta com músicas compostas pelo próprio cantor e por nomes como Serginho Meriti e Arlindo Cruz. "Feliz da vida com essa nova fase", o cantor explica que a música que abre e dá nome ao disco retrata um pouco de sua história.

## Faixas
| N.º | Título                       | Compositor(es)                            | Duração |  |
| 1.  | "Perseverança"               |                                           | 3:19    |  |
| 2.  | "Clareou"                    |                                           | 4:03    |  |
| 3.  | "A Senha"                    |                                           | 3:48    |  |
| 4.  | "Fui Pra Balada"             |                                           | 3:16    |  |
| 5.  | "Sintoma de Amor"            |                                           | 2:32    |  |
| 6.  | "Cheia de Chilique"          |                                           | 3:30    |  |
| 7.  | "Manda a Polícia Me Prender" |                                           | 3:06    |  |
| 8.  | "Logo Você..."               |                                           | 4:06    |  |
| 9.  | "Elas Estão no Controle"     | Rhuan Andre, Lucas Oliveira, André Renato | 3:34    |  |
| 10. | "Se Eu Fosse Você"           |                                           | 3:36    |  |
| 11. | "O Famoso Quem"              |                                           | 3:29    |  |
| 12. | "Mundo Novo"                 |                                           | 3:18    |  |
| 13. | "Pagode Formado"             |                                           | 3:36    |  |
| 14. | "Orgulho Negro"              |                                           | 3:07    |  |